# HTV9
HTV9 là Kênh Thời sự - Chính luận - Xã hội Tổng hợp của Đài Truyền hình Thành phố Hồ Chí Minh, được phát sóng với thời lượng 23,5/7. Đây là một trong hai kênh truyền hình đầu tiên của HTV, kênh truyền hình ra đời sớm nhất của HTV và là kênh truyền hình thiết yếu của khán giả ở Thành phố Hồ Chí Minh và các tỉnh lân cận. Đây còn là kênh truyền hình đầu tiên của Việt Nam.
HTV9 ngày càng đa dạng hóa về nội dung và hình thức, chất lượng chương trình. Ngoài nhiệm vụ cập nhật những thông tin, chính sách, vấn đề của các ban ngành, chính quyền và người dân Thành phố Hồ Chí Minh nói riêng và Nam Bộ nói chung, HTV9 còn mang lại cho khán giả những chương trình xã hội, chương trình trực tiếp, văn hóa giải trí... gây hiệu ứng tích cực với khán giả xem truyền hình ở khu vực Nam Bộ và một số tỉnh miền Trung - Tây Nguyên. Đặc biệt, HTV9 còn phát sóng lại nhiều bộ phim và gameshow của HTV7, nhiều chương trình thể thao và tiếp sóng nhiều chương trình truyền hình trực tiếp về thể thao trên kênh HTV Thể thao, đồng thời còn trực tiếp các chương trình Cầu Truyền hình do HTV tổ chức, bên cạnh đó còn phát chính cho một số chương trình giải trí, gameshow.

## Lịch sử hình thành và phát triển
- 22 tháng 1 năm 1966: Kênh 9 có tiền thân là Đài Truyền hình Việt Nam Cộng hòa.
- 1 tháng 5 năm 1975: Kênh 9 được tiếp quản sau khi Giải phóng miền Nam.
- 2 tháng 7 năm 1976: Thống nhất đất nước, đài thay đổi tên từ SGTV thành Truyền hình Thành phố Hồ Chí Minh.
- 30 tháng 4 năm 1985: HTV đổi thành Kênh 9.
- 24 tháng 7 năm 1987: Kênh 9 chấm dứt hệ đen trắng, chuyển qua phát hình màu toàn bộ thứ 2 tại Việt Nam.
- 1 tháng 1 năm 1990: Kênh 9 cùng với kênh 7 giảm thời gian phát sóng xuống 6/7 trong đó phát lại từ 06h00 - 12h00 và phát chính từ 18h00 - 24h00.
- Năm 1990: Kênh 9 đổi thành HTV9.
- Năm 1995: Xuất hiện logo HTV9 theo màu đỏ, lục, lam. Đồng thời, kênh nâng thời gian phát sóng lên 7 giờ 30 phút, từ 06h00 - 10h00 và từ 19h00 - 22h30; song song với việc VTV được tiếp phát qua kênh 28 UHF từ ngày 1 tháng 1, chương trình thời sự 19h00 của Đài trên HTV9 cũng ngừng tiếp sóng từ thời điểm đó.
- Năm 1997: HTV9 bắt đầu phát 18/7. Trong năm đó, HTV9 bắt đầu hợp tác với Đài Phát thanh - Truyền hình Hải Phòng (THP) để phát sóng chương trình trên kênh 48 UHF, đồng thời tăng thêm các bản tin trong ngày; từ ngày 31 tháng 3 năm 1998, HTV9 bắt đầu tiếp sóng trở lại chương trình thời sự VTV lúc 19h hằng ngày.
- 31 tháng 12 năm 1999: Cùng với HTV7 thực hiện buổi phát sóng với thời lượng dài kỷ lục vào thời điểm đó tại Việt Nam để chào đón năm 2000.
- 1 tháng 1 năm 2003, HTV9 thay đổi nhận diện mới. Đồng thời, HTV9 phát sóng 19/7 và lên sóng trên vệ tinh Measat 2 cũng như kênh DVB-T của THP.
- Năm 2004: HTV9 bắt đầu được phủ sóng qua analog ở Lâm Đồng, Điện Biên...
- 1 tháng 1 năm 2005: Bắt đầu phát sóng khung phim truyện Việt Nam giờ vàng vào lúc 17h45.
- Năm 2005: HTV9 cùng với kênh HTV7 nâng thời gian phát sóng lên 23,5/24. Cũng trong năm này, Đài Truyền hình Thành phố Hồ Chí Minh hợp tác với Đài Phát thanh - Truyền hình Đà Nẵng tiếp sóng HTV9 trên kênh 24 UHF của Đài Phát thanh - Truyền hình Đà Nẵng.
- 7 tháng 3 năm 2006: Truyền hình trực tiếp Thay lời muốn nói. Đây là chương trình ca nhạc thứ 2 của HTV được truyền hình trực tiếp sau Nhịp cầu âm nhạc.
- 2007: HTV7 và HTV9 được phát sóng trên vệ tinh Measat 3.
- Năm 2008: Ngừng sóng kênh HTV9 trên kênh 24 UHF của Đài Phát thanh - Truyền hình Đà Nẵng và kênh 48 UHF của THP, tuy nhiên HTV9 vẫn được phát sóng kỹ thuật số trên kênh 38 UHF của THP.
- 26 tháng 1 năm 2008: Bắt đầu phát sóng giờ vàng phim Việt lúc 22h30, mở màn với phim "Kiều nữ và đại gia", về sau khung giờ vàng dời xuống vào 22h00.[1]
- Tháng 8 năm 2008: Lên sóng kênh HTV9 độ nét cao HDTV trên hệ thống HDTV của HTVC.
- 3 tháng 1 năm 2010: Tái phát sóng analog kênh HTV9 tại Hải Phòng trên kênh 24 UHF.
- 1 tháng 1 năm 2012: Ra mắt chương trình 60 giây trên HTV7 & HTV9, đồng thời phim Việt được phát sóng lúc 17h30 thay vì 18h00 như trước đây.
- 24 tháng 12 năm 2012: HTV9 phát sóng thử nghiệm HD.
- 19 tháng 5 năm 2013: HTV9 lên sóng chính thức với chất lượng HD.
- 1 tháng 11 năm 2015: Ngừng sóng Analog kênh HTV9 tại Hải Phòng theo đề án Số hóa truyền hình của Chính phủ.
- 17 tháng 11 năm 2015: HTV9 phát sóng với chất lượng hình ảnh 16:9.
- 1 tháng 1 năm 2016: HTV9 chính thức phát sóng theo tiêu chuẩn Full HD, đồng thời thay đổi bộ nhận diện logo mới.
- 28 tháng 1 năm 2016: Hầu hết các chương trình thể thao trên sóng HTV7 được chuyển hẳn sang phát sóng trên kênh này.
- 16 tháng 8 năm 2016: Ngừng phát sóng kênh HTV9 hệ Analog.
- 1 tháng 10 năm 2016: HTV9 cùng với kênh HTV7 tiến hành nâng cấp chất lượng các chương trình.
- 23 tháng 1 năm 2017: Ra mắt khung giờ phim truyện Hàn Quốc vào lúc 17h30.
- Năm 2017: Tái thành lập Trung tâm tin tức chuyên sản xuất các chương trình Thời sự và chuyên mục cho kênh.
- Ngày 1 tháng 11 năm 2018: Lên sóng HTV7 & HTV9 chuẩn DVB-T2 trên kênh 31 UHF của Đài Truyền hình Kỹ thuật số VTC.
- Năm 2019 - 2021: Ngừng phát sóng khung phim giờ vàng và trở thành là khung phim mới do TFS sản xuất.
- Năm 2023: Khung phim Việt mới chính thức lên sóng phát lại vào 17h40 từ thứ 6 đến chủ nhật.

## Thời lượng phát sóng
- Trước ngày 1 tháng 4 năm 1994: 06:00 - 12:00, 18:00 - 24:00 hàng ngày.
- 1 tháng 4 năm 1994 - 31 tháng 12 năm 1994: 06:00 - 12:00, 19:00 - 24:00 hàng ngày
- 1 tháng 1 năm 1995 - 31 tháng 12 năm 1995: 
  - 06:00 - 10:00; 19:00 - 22:30 Thứ 2 - Thứ 7
  - 06:00 - 10:00, 15:00 - 16:00 và 19:00 - 23:00 Chủ nhật.
- 1 tháng 1 năm 1996 - 30 tháng 9 năm 1997: 06:00 - 11:30, 19:00 - 24:00 hàng ngày
- 1 tháng 10 năm 1997 - 31 tháng 12 năm 1998: 06:00 - 24:00 hàng ngày
- 1 tháng 1 năm 1999 - 31 tháng 12 năm 2005: 05:30 - 24:00 hàng ngày.
- 1 tháng 1 năm 2006 - nay: 05:00 - 04:30 hàng ngày (nghỉ sóng nửa tiếng).